# Barra (Ares)
Barra (en gallego y oficialmente, A Barra) es un caserío español situado en la parroquia de Cervás, del municipio de Ares, en la provincia de La Coruña, Galicia.

## Demografía
| Gráfica de evolución demográfica de Barra entre 2000 y 2018 |
|                                                             |
| Datos según el nomenclátor publicado por el INE.            |